# Toei série 10-300
La série 10-300 (10-300形, 10-300-gata) du Bureau des Transports de la Métropole de Tokyo (Toei) est un type de rame automotrice exploitée depuis 2005 sur la ligne Shinjuku du métro de Tokyo et les lignes du réseau Keiō au Japon.

## Description
La série 10-300 a été fabriqué par les constructeurs Tokyu Car Corporation puis J-TREC dans le but de remplacer la série vieillissante 10-000. 
Plusieurs variantes ont existé:
- La première tranche sont des rames de 8 voitures basées sur la version étroite de la série 231 de la JR East. Un total 12 rames ont été construites (numérotées de 10-370 à 10-480).
- La seconde tranche est l'allongement de 4 rames de la première tranche à 10 voitures (numérotées de 10-450 à 10-480).
- La troisième tranche et suivantes sont des rames de 10 voitures basées sur la version étroite de la série 233 de la JR East[1]. 24 rames ont été construites (numérotées de 10-490 à 10-720).
- La série 10-300R est une recomposition de voitures intermédiaires de rames de la série 10-000 encadrées par deux nouvelles voitures de la série 10-300. 6 rames ont existé (numérotées de 10-310 à 10-360).

L'aménagement intérieur se compose de banquettes longitudinales. L'information voyageurs est fournies par des écrans LED situés au-dessus des portes.

## Histoire
Les rames 10-300R sont entrées en service en janvier 2005 et la première tranche de la série 10-300 à partir de mai 2005.
La série 10-300R a roulé jusqu'en 2017 et les 8 rames de la première tranche qui n'ont pas été allongées à 10 voitures ont été retirées en 2022.

## Services
Affectées à la ligne de métro Shinjuku, les rames circulent également sur la ligne nouvelle Keiō interconnectée à Shinjuku, ainsi que les autres lignes du réseau Keiō (à l'exception des lignes Inokashira et Keibajō).

## Galerie photos

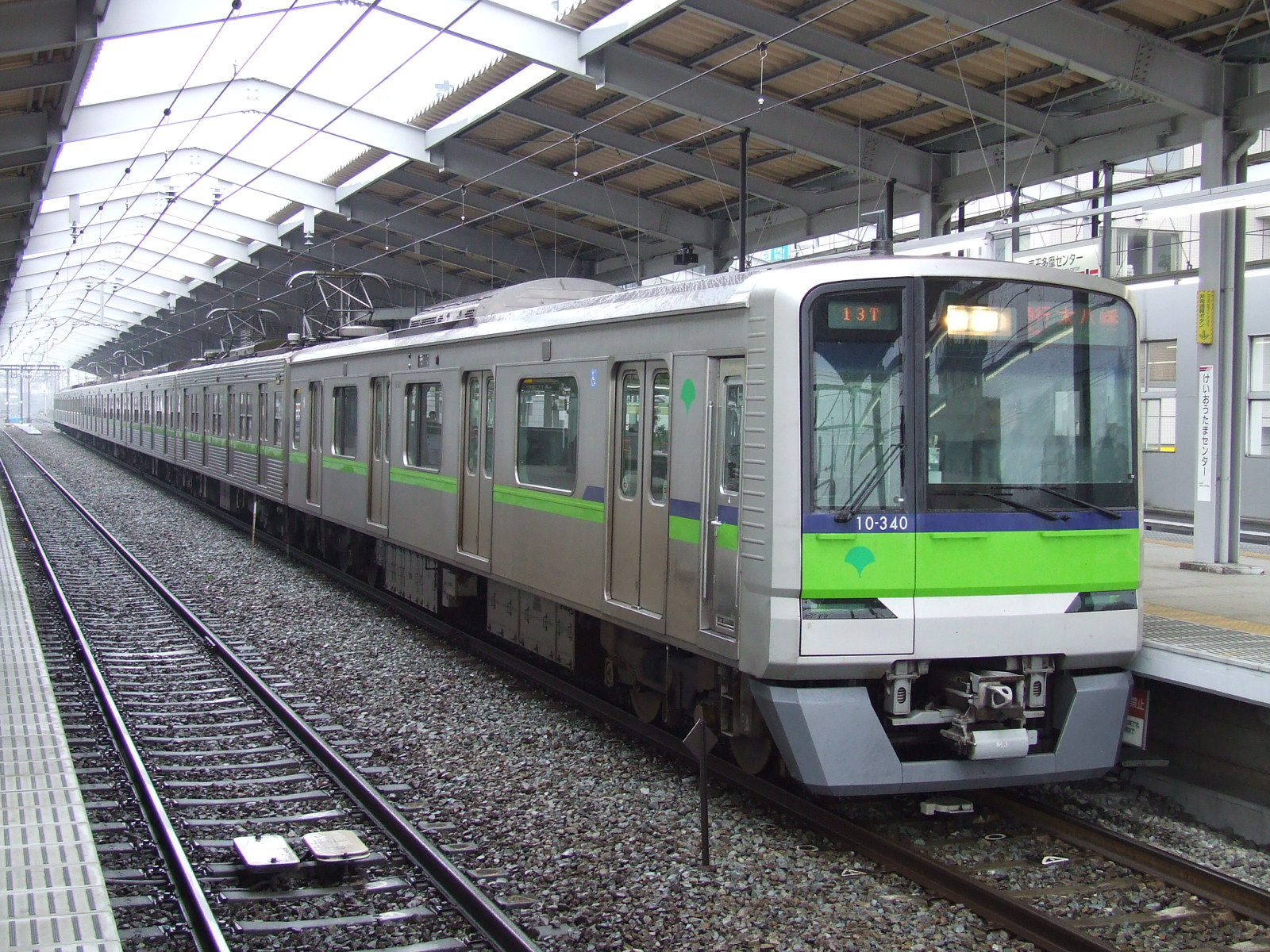
Série 10-300R.
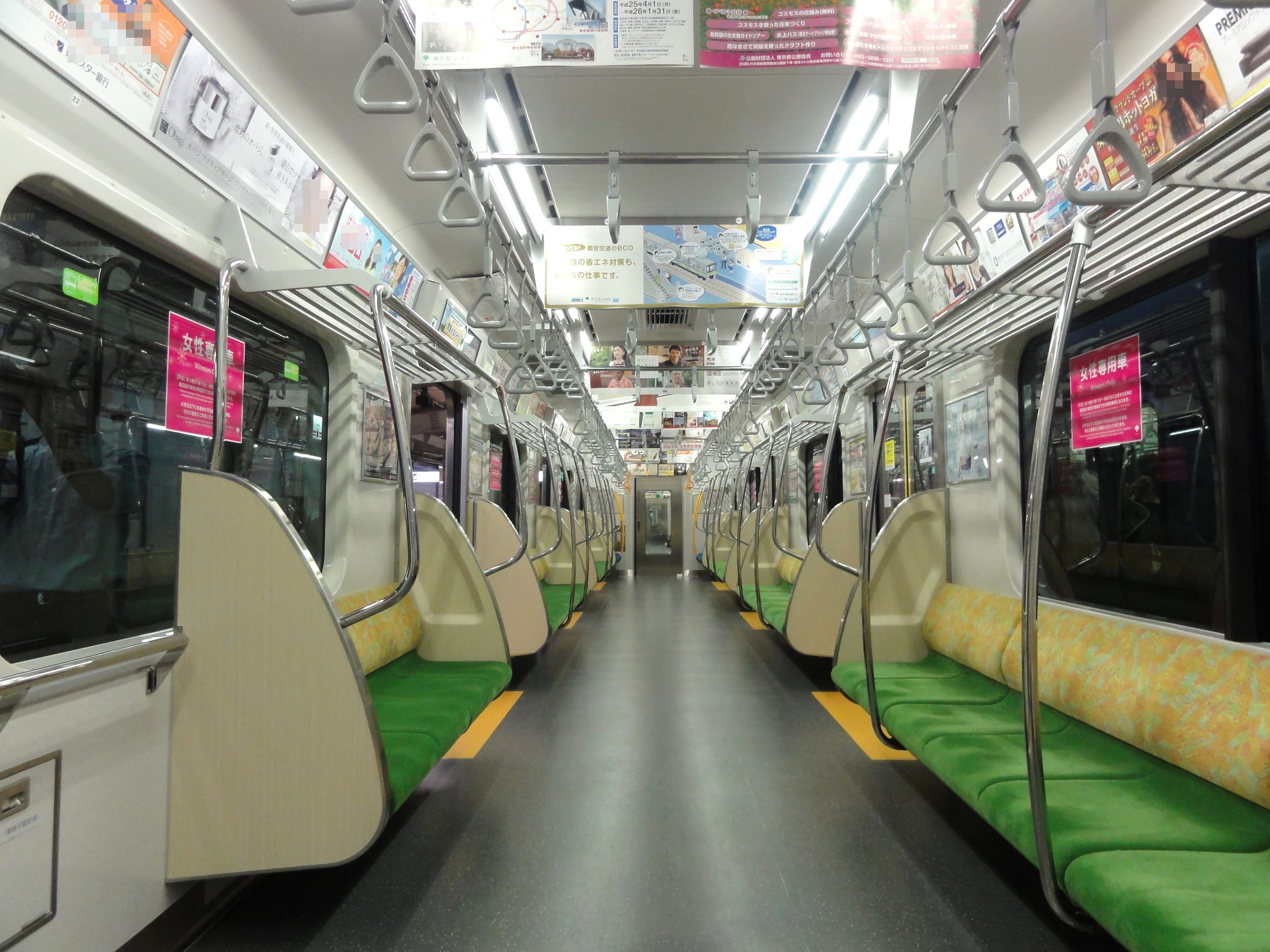
Intérieur de la rame.
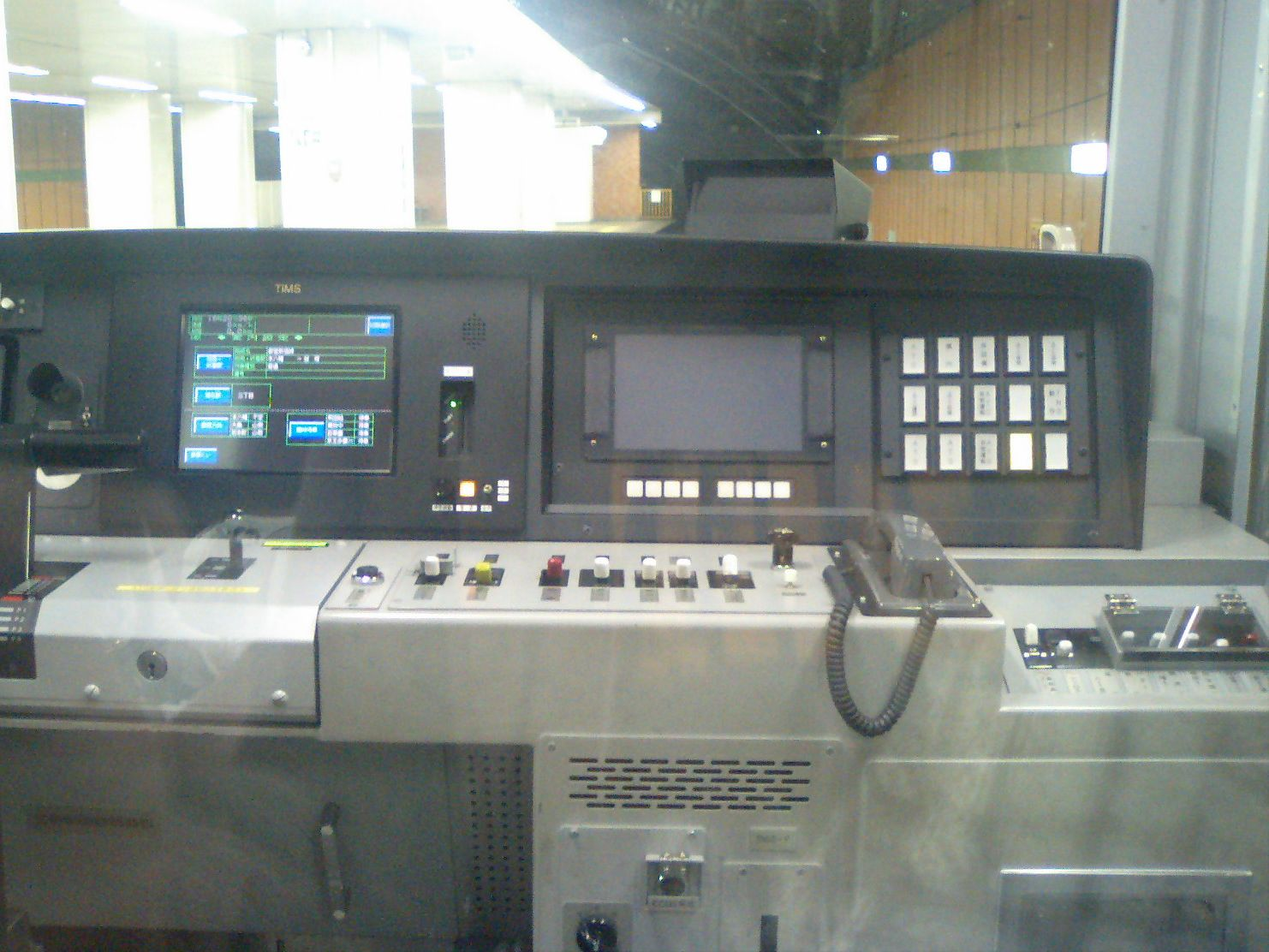
Cabine de conduite.